# 示巴女王

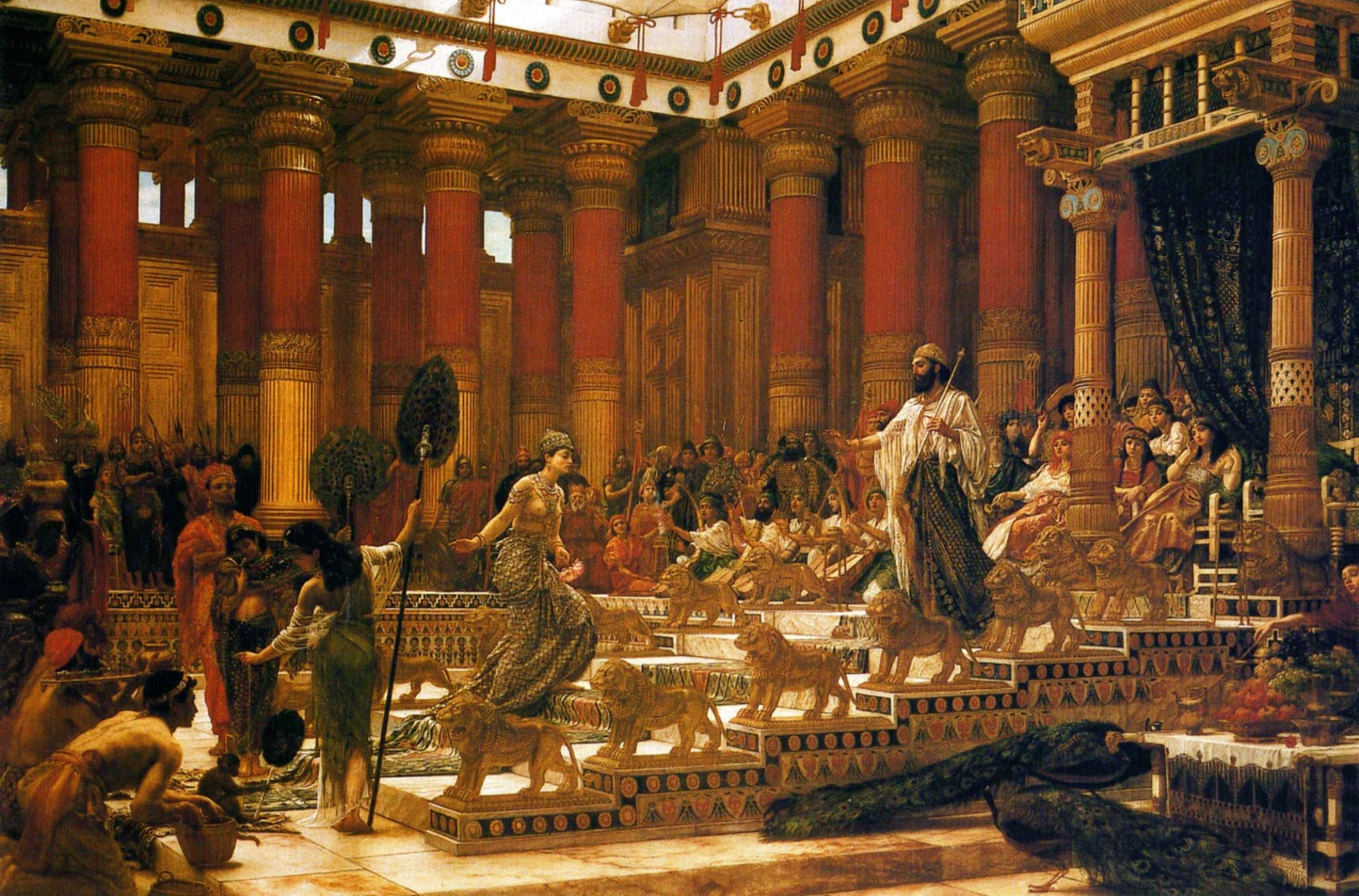
《示巴女王會見所羅門王》，愛德華·波音特，1890年，新南威爾士美術館

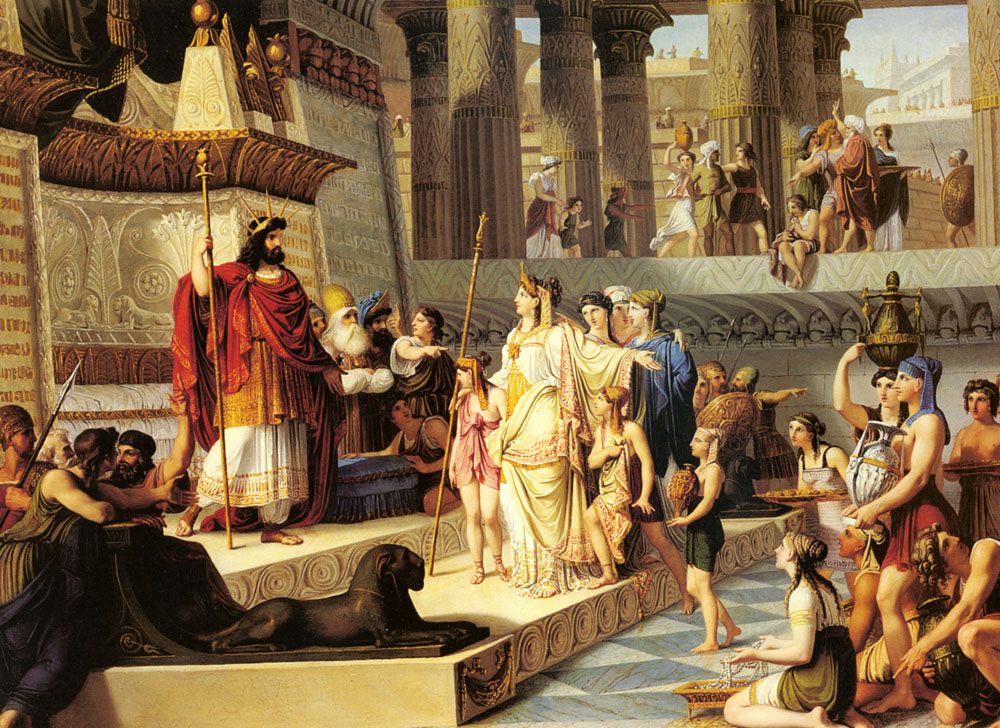
《所羅門與示巴女王》，Giovanni De Min (painter)。

示巴女王（希伯來語：מַֽלְכַּת־שְׁבָׄא）天主教思高聖經譯名舍巴女王，又譯席巴女王，在希伯來聖經記載中，是一位統治非洲東部示巴王國的女王，與所羅門王生活在相同年代。示巴的位置大約相等於今日的埃塞俄比亚，相傳亦是閃的後人。其治下的勢力在最強盛時期，疆域涵盖非洲之角及大葉門地區。

## 相關記載
根據《舊約聖經》列王紀上第10章、《古蘭經》和阿克苏姆國的其他歷史資料的記載，她因為仰慕當時以色列國王所羅門的才華與智慧，不惜紆尊降貴，前往以色列向所羅門提親。有人认为列王紀上第三章1節的「法老的女兒」就是示巴女王，但亦有認為是兩個不同的人。
根据埃塞俄比亚史诗《众王荣耀》，示巴女王与所罗门生下了孟尼利克一世，是埃塞俄比亚所罗门王朝的建立者。

## 流行文化
示巴女王在手機遊戲《Fate/Grand Order》中先以「米德拉什的Caster」為名登場，同時在遊戲中被描述為「近未來觀測鏡片示巴」的名字來源以及所羅門王的愛慕者之一，寶具為「三個謎題」。聲優是佐藤聰美。
在《魔兵驚天錄》裡，示巴女王為安柏拉魔女蓓優妮塔和貞德在決戰時共同召喚的地獄女王，將創造主一拳打向太陽裡燒死。

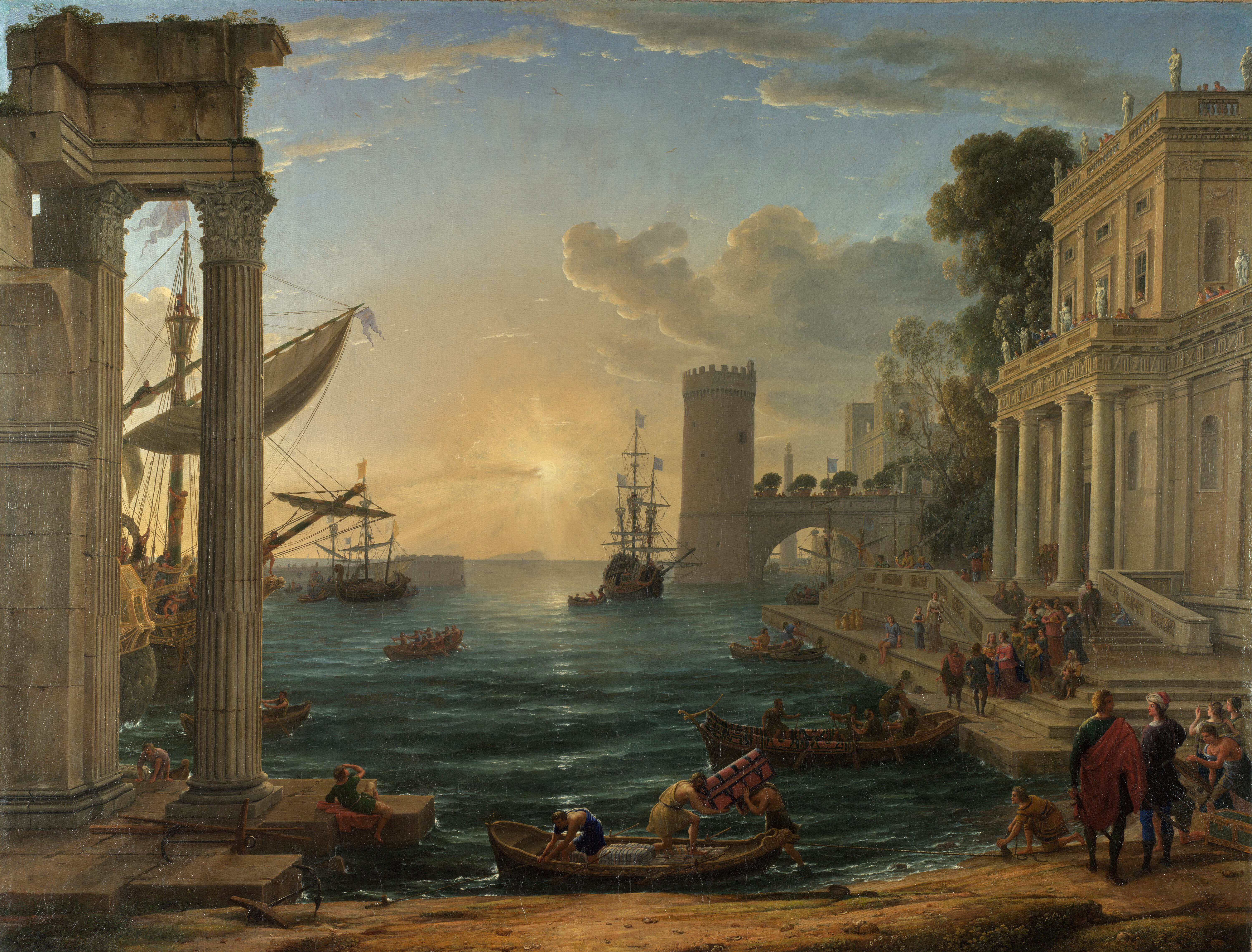
《示巴女王登陸》，克洛德·洛兰

在《天國降臨：救贖》裡，「示巴女王之劍」為一把歐洲長劍，亦是一支線活動，玩家必須成功收集全部5個示巴女王之劍的碎片並交由莎邵的武器匠進行打造方得完成任務。
在電影《三千年的渴望》（Three Thousand Years of Longing），示巴女王是精靈所講述的第一個故事主角，由演員阿米托·拉古姆飾演。